# John Orobulu
John Orobulu, né le 29 août 2000 à Honiara aux Îles Salomon, est un footballeur international salomonais jouant en tant qu'attaquant au Rewa FC.

## Biographie

### En club
Né aux Îles Salomon, dans son pays natal, John Orobulu participe à la Solomon Cup 2022 avec les Honiara Warriors. Il devient le meilleur buteur de la compétition, avec notamment un quadruplé contre Makira-Ulawa qui lui vaut le titre d'homme du match. Plus tard dans l'année, il se distingue lors de la Coupe IUMI, une compétition essentiellement réservée aux jeunes et à laquelle participent également des joueurs de la Telekom S-League. Il inscrit au moins quinze buts, devenant ainsi le deuxième meilleur buteur de la compétition.
Pour la saison 2023 de la S-League, il rejoint Southern United. Lors du premier match de la saison du club, il marque un triplé contre les champions en titre, les Solomon Warriors. Il s'agit du premier triplé réalisé par un joueur au cours de la nouvelle saison. Lors de ses quatre premiers matches de championnat, le joueur inscrit cinq buts, prenant ainsi la tête au classement de meilleur buteur. Pour ouvrir la seconde moitié de la saison, il inscrit un doublé lors d'une victoire 2-1 contre Marist FC. Ce doublé porte son nombre de buts à quatorze, soit cinq de plus que Gagame Feni, deuxième du classement.
Après avoir remporté le titre de meilleur buteur aux Jeux du Pacifique de 2023, il était censé rejoindre le Ba FC pendant le mercato hivernal. Un autre club fidjien, le Nadroga FC, aurait également été proche de recruter le joueur, avant qu'il ne décline finalement l'offre. Peu après, vers la fin janvier 2024, il devait rejoindre les Henderson Eels pour la saison 2024. Cependant, il choisit de rester à Southern United.
Quelques mois plus tard, alors qu'il avait initialement décidé de rester dans son équipe pour le reste de la saison et de rejeter l'offre du Suva FC, il décide quelques jours plus tard de rejoindre l'équipe fidjienne aux dépens de son club salomonais,.
Le 11 août 2024, il inscrit son premier but avec le Suva FC contre le Nasinu FC. Son équipe s'impose 0-4.

### En sélection
En juillet 2023, alors qu'il est meilleur buteur de la S-League, il est appelé pour la première fois avec les Îles Salomon pour un camp d'entraînement. Au mois d'octobre suivant, l'entraîneur Felipe Vega-Arango le nomme comme l'un des trois nouveaux joueurs de l'équipe nationale qui participe à la Coupe de Mélanésie 2023 en Nouvelle-Calédonie, en guise de préparation pour les Jeux du Pacifique 2023. Il fait ses débuts lors du match d'ouverture du tournoi. Sa sélection s'impose 3-1 contre la Papouasie-Nouvelle-Guinée le 8 octobre.
Il est inclus dans l'équipe des Salomon pour les Jeux du Pacifique en novembre 2023. Il devient le meilleur buteur de la compétition avec huit buts. Il inscrit notamment un but contre les Samoa, cinq contre les Samoa américaines et un doublé contre la Nouvelle-Calédonie en finale. Ses deux buts lors du match ne suffisent pas aux Îles Salomon, qui font match nul 2-2 à l'issue du temps réglementaire avant de s'incliner aux tirs au but.
En juin 2024, il figure dans la liste des 23 joueurs salomonais retenus par Jacob Moli pour participer à la Coupe d'Océanie 2024,.